# Àngel Guimerà i Jorge
Àngel Guimerà i Jorge   (Santa Cruz de Tenerife, 6 de maig de 1845 - Barcelona, 18 de juliol de 1924) fou dramaturg, polític i poeta en llengua catalana. La seva extensa obra, notable per unir a una aparença romàntica els elements principals del realisme, el va convertir en un dels màxims exponents de la Renaixença o "ressorgiment" de les lletres catalanes a l'acabament del segle xix.
Fill de pare català i mare canària, va passar els primers anys de la seva vida a Tenerife. Als set anys va anar a viure a Catalunya, on es va adaptar ràpidament. Fou una de les figures més destacades de la Renaixença, tant política com literària. Tot i que va iniciar la seva carrera amb la poesia, la major part de la seva obra literària estigué dedicada al teatre. Ben aviat va aconseguir reconeixement internacional (Mar i cel va ser un èxit immediat, traduït a vuit idiomes). La seva època més brillant fou en l'última dècada del segle xix, on s'apropa més a la realitat de la societat catalana d'aquella època, que girava el rumb cap a un entorn més urbà i industrial, i destaca en el seu currículum María-Rosa (1894), Terra baixa (1896), o La filla del mar (1900). Al final de la seva vida diversificà més la seva producció, des del drama burgès als poemes dramàtics musicals amb elements fantàstics o el teatre històric de tendència catalanista.

## Biografia
Àngel Guimerà nasqué a Santa Cruz de Tenerife el dia 6 de maig del 1845. Tot i que en principi figurava com a fill natural, els seus pares eren Agustí Guimerà Fonts del Vendrell i Margarita Jorge Castellón de Santa Cruz de Tenerife. Quatre anys més tard, naixia un altre fill de la parella, Juli, però en aquesta ocasió ja constava com a fill de Margarita Jorge, com també hi constà des del 20 de març de 1850 el primer fill, Àngel. No fou fins a l'arribada dels pares a Barcelona que Agustí Guimerà reconegué la paternitat dels dos fills com a pas previ per legalitzar la seva relació amb Margarita Jorge, amb qui es casà a Barcelona el 4 d'agost de 1854. Cal remarcar aquests fets perquè les “irregularitats” en el reconeixement de la paternitat d'Agustí Guimerà d'una banda, i el fet que no es casés amb la seva parella fins uns anys després d'haver nascut els seus dos fills de l'altra, marcaren, segons alguns biògrafs, la vida i l'obra d'Àngel Guimerà.

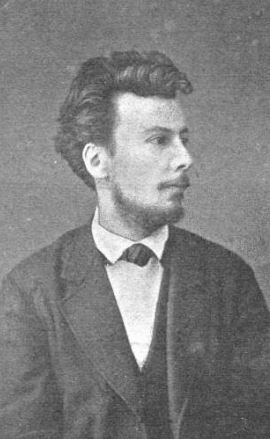
Guimerà amb 23 anys

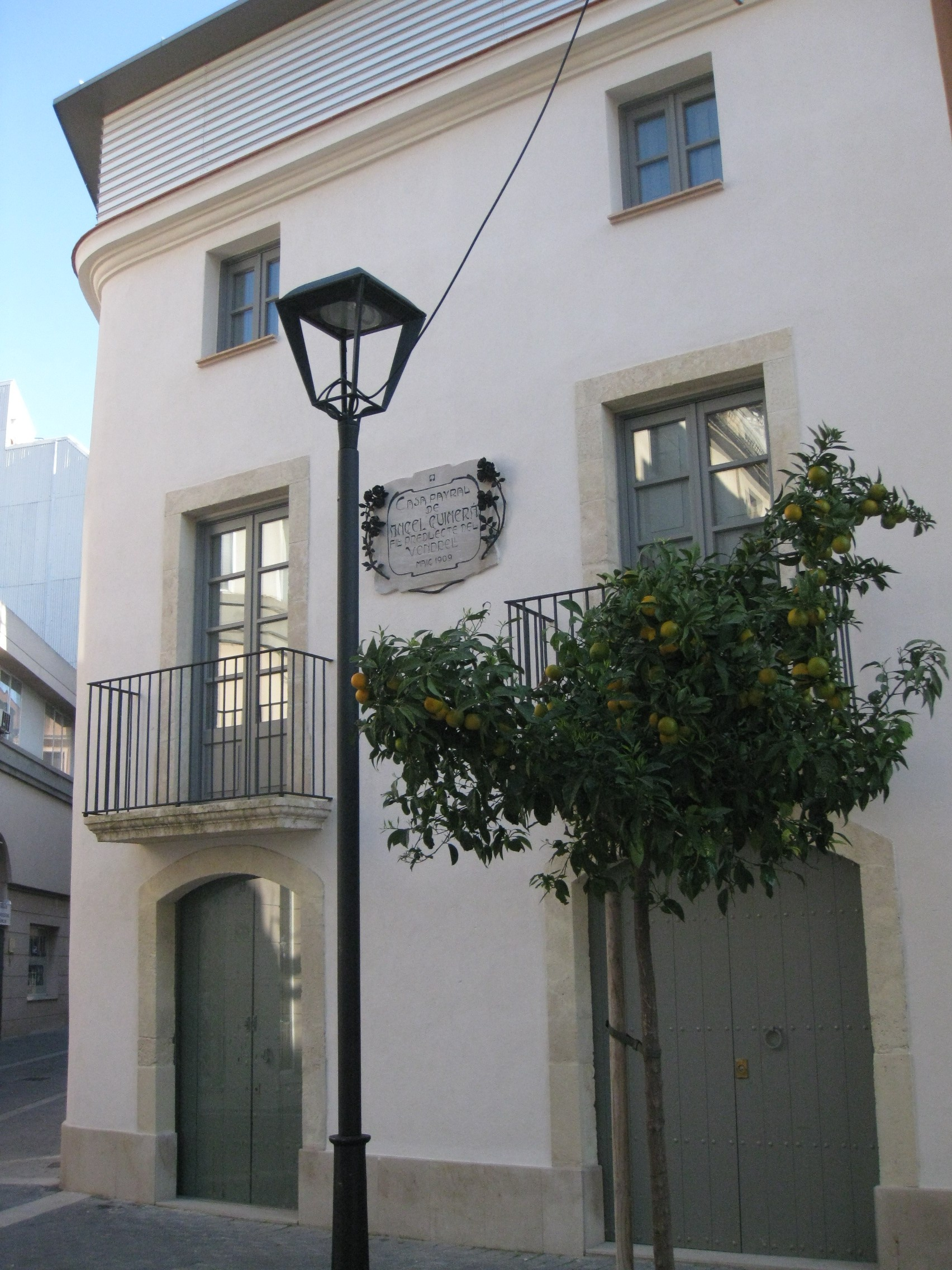
Cal Ximet, casa pairal d'Àngel Guimerà al Vendrell.

L'arribada de la família al Vendrell suposà per a Guimerà trobar-se en un entorn lingüístic estrany, i l'obligà a integrar-se en un món diferent del que havia conegut a Santa Cruz. És per això que s'ha parlat sovint de la importància de la consciència de mestissatge en alguns dels protagonistes de les seves obres. El tema de la personalitat escindida entre dues cultures, entre dos mons, és recurrent en la seva obra. En el cas de l'autor, l'assumpció de la nova identitat va ser completa, fins al punt de convertir-se en una de les personalitats públiques més emblemàtiques del catalanisme.

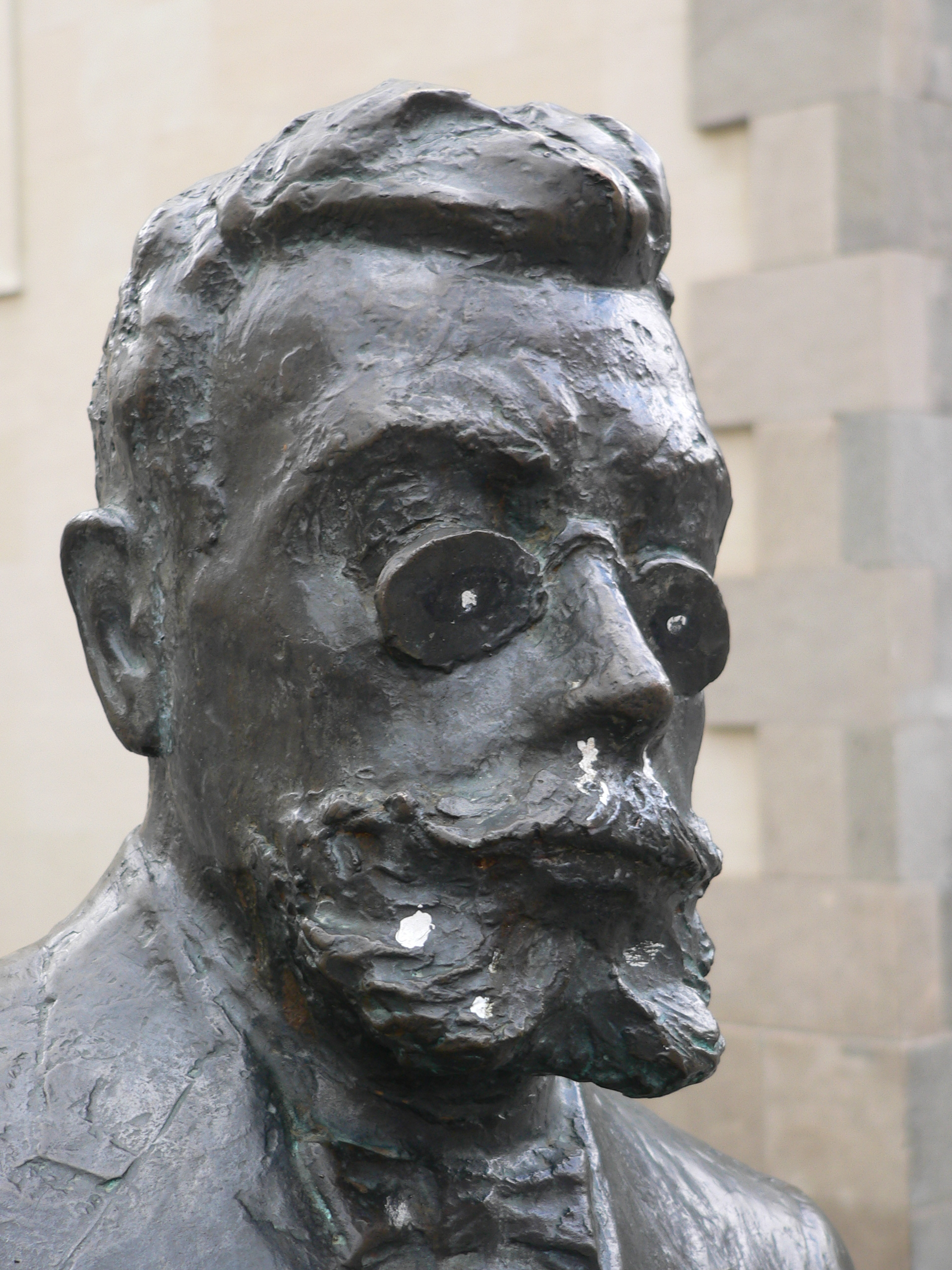
L'estàtua de Guimerà a Santa Cruz de Tenerife. Aquesta és una estàtua exactament igual a la que es troba a la Plaça de Sant Josep Oriol de Barcelona.

De ben jove, la seva amistat amb el vendrellenc Jaume Ramon i Vidales el posà en contacte amb el món dels Jocs Florals i la literatura en català. Instal·lat a Barcelona de manera definitiva el 1872, col·laborà de ple amb la plataforma cultural La Jove Catalunya, de la qual va ser primer secretari i més tard tresorer. A partir del 1873 es convertí en secretari de redacció de La Renaixensa, publicació que acabaria dirigint al llarg de molts anys (fins al 1903). D'altra banda, es consagrà com a poeta amb l'obtenció del títol de Mestre en Gai Saber als Jocs Florals del 1877, tot i que no aplegà els seus poemes en volum fins al 1887 (Poesies). Posteriorment, tragué un nou recull: Segon llibre de poesies (1920). La seva dedicació a la prosa de ficció fou més aviat circumstancial i consta de dos contes: Lo gos de casa i El nen jueu (tots dos del 1889) i d'una novel·la breu, Rosa de Lima (1917). Els seus discursos foren aplegats a Cants a la Pàtria (1906).
Com a dramaturg passà per etapes diferents. En un principi (1879-1893) conreà la tragèdia de filiació romàntica en vers i ambientada en períodes històrics, sovint recreats des de la imaginació: Lo fill del rey (1886) o L'ánima morta (1892). L'obra que més destaca d'aquest període és Mar i cel (1888). Però a partir de començaments de la dècada de 1890 es decantà pel teatre en prosa des d'una perspectiva més clarament realista i fins naturalista, en obres com En Pólvora (1893), Maria Rosa (1894), Terra baixa (1897). És la fase més creativa de la seva producció i la que li facilità la seva projecció internacional, a través de les versions al castellà de les seves obres, que l'actriu Maria Guerrero duia de gira per tot el món. A partir del 1900 ja era un autor consagrat en l'escena espanyola i internacional i decidí provar diverses receptes teatrals en voga en aquells anys, entre elles la tragèdia en vers, que responia ja a uns models literaris diferents als dels seus inicis.

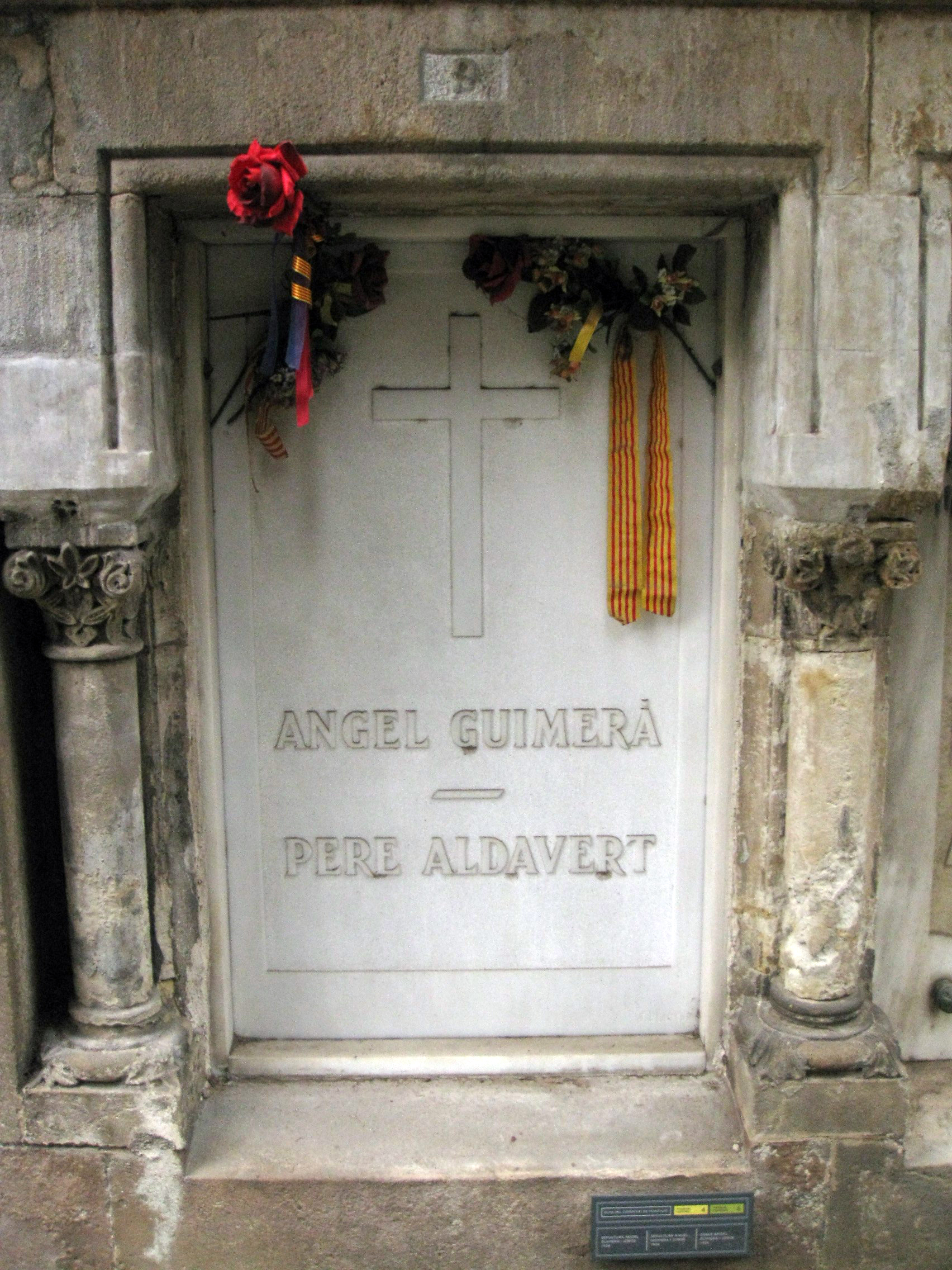
Tomba d'Àngel Guimerà i Pere Aldavert al Cementiri de Montjuïc.

El 1882 s'adherí al Centre Català i al grup polític de Valentí Almirall. El 1889 és elegit president de la Lliga de Catalunya. Tingué l'honor de presidir els Jocs Florals de 1889. El 1892 és ponent de les Bases de Manresa per a la constitució regional catalana, organitzades per la Unió Catalanista. Fou un dels portadors del Memorial de Greuges a Madrid. El 1895 fou elegit president de l'Ateneu Barcelonès i pronuncià, per primera vegada en la història de la institució, el discurs inaugural «La llengua catalana» en català.
Durant anys s'ha estès l'error que el 1904 l'Acadèmia Sueca va preveure concedir-li el Premi Nobel de Literatura, juntament amb el poeta provençal Frederic Mistral, i que les pressions del govern espanyol, que consideraven poc convenient premiar un autor català, ho impediren. L'error prové de la biografia de Josep Miracle de 1958 i ha funcionat com un símbol de greuge al conjunt de la literatura catalana. El cert és que a la fi de l'any 1905, Carl David af Wirsén, secretari perpetu de l'Acadèmia Sueca i president del Comitè Nobel, convidà la Reial Acadèmia de Bones Lletres de Barcelona a avalar una candidatura. Un cop acceptat l'oferiment, la Reial Acadèmia de Bones Lletres decidí presentar per primer cop la candidatura de Guimerà el 1906, i l'anà renovant consecutivament fins al 1922.

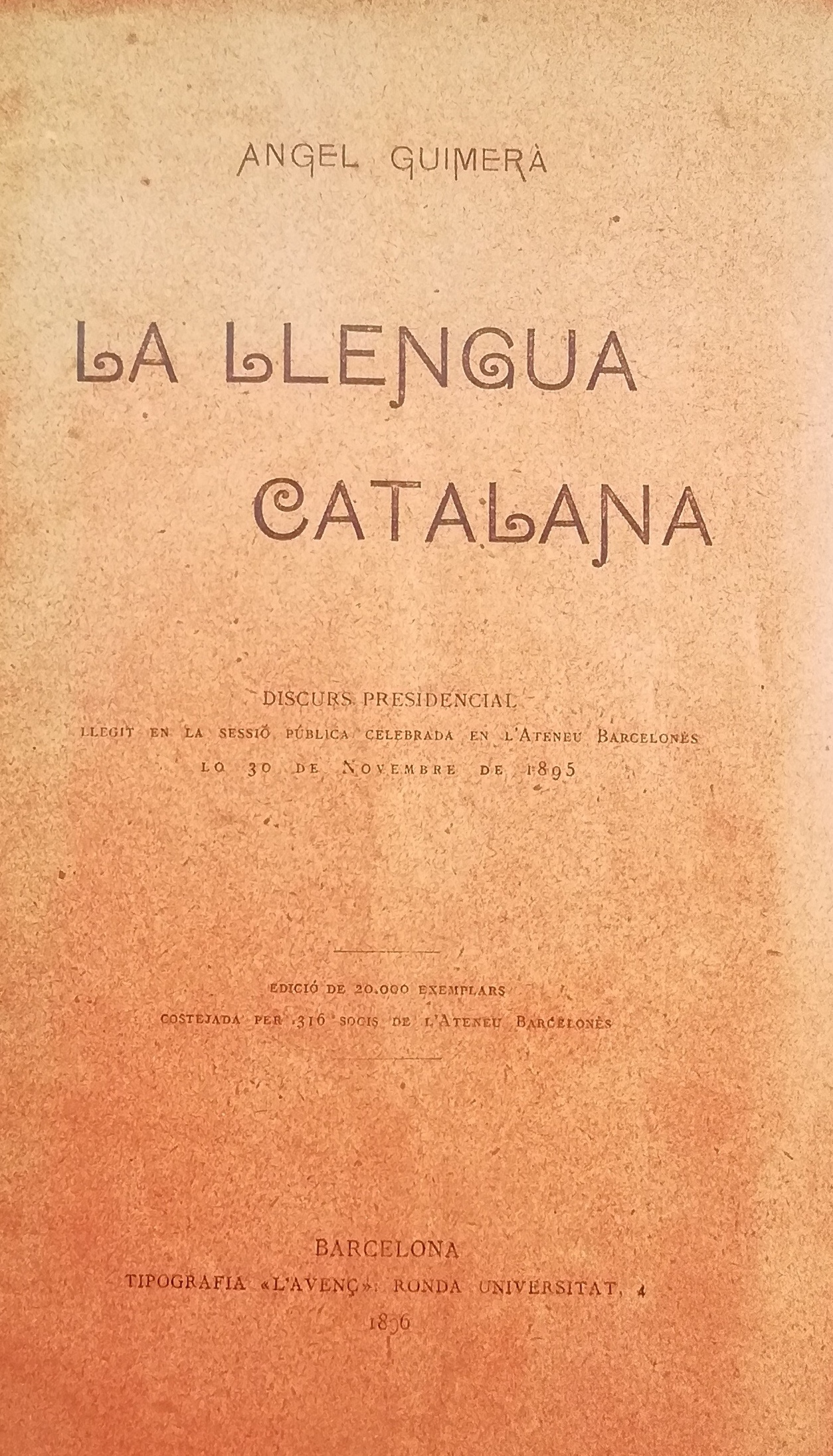
Discurs presidencial a l'Ateneu Barcelonès d'Àngel Guimerà el 1895 - La Llengua Catalana

Els seus discursos polítics foren publicats l'any 1906 amb el títol de Cants a la Patria. El 1916 li fou atorgada la Creu de la Legió d'Honor pel Govern francès.
La seva mort es produí a les dotze i nou del divendres 18 de juliol de 1924 al carrer Petritxol de Barcelona, i tingué un enterrament multitudinari al Cementiri de Montjuïc.

## Producció teatral
L'any 1879 començà la seva carrera com a escriptor de tragèdies versificades, amb Gala Placidia, i l'any 1883 amb Judith de Welp, seguides de El Fill del rei i Mar i Cel, aquesta última un èxit immediat i aclaparador en l'àmbit europeu, amb traduccions a vuit llengües. Les obres que el van dur a la màxima esplendor van ser María-Rosa, Terra baixa i La filla del mar.
La seva producció literària es divideix en tres etapes:
- Primera etapa, de l'any 1879 fins al 1890. Obres de tema històric en vers, amb característiques que el lliguen encara al romanticisme. Obres destacades d'aquesta primera etapa són Mar i cel i Lo fill del rey.
- Segona etapa, de l'any 1890 fins al 1900. Drames en prosa i de temàtica contemporània a l'autor, amb trets més propis del realisme i referències a la problemàtica social de les capes més humils (obrers, camperols, pescadors). Les obres més importants d'aquesta etapa són: Maria Rosa, Terra baixa i La filla del mar.
- Tercera etapa, de l'any 1901 fins al 1911. Les obres que més destaquen de la tercera etapa són Jesús que torna i Alta i blanca.

Enmig d'aquesta extensíssima obra es troben peces com Rey y monjo, La boja, Jesús de Nazaret, Mosén Janot, i una sèrie de drames realistes escrits a partir de 1900, com Arran de terra, La pecadora i Aigua que corre. En aquesta època les seves publicacions es van espaiant, però encara escriurà unes quantes obres (Sol, solet, L'aranya, La Santa Espina, Titaina i La reina jove entre altres). La seva obra Per dret diví va ser acabada el 1926 per en Lluís Vila.
Les seves primeres obres són escrites en vers i amb una estructura de cinc actes. Més endavant són escrites en prosa i en tres actes.

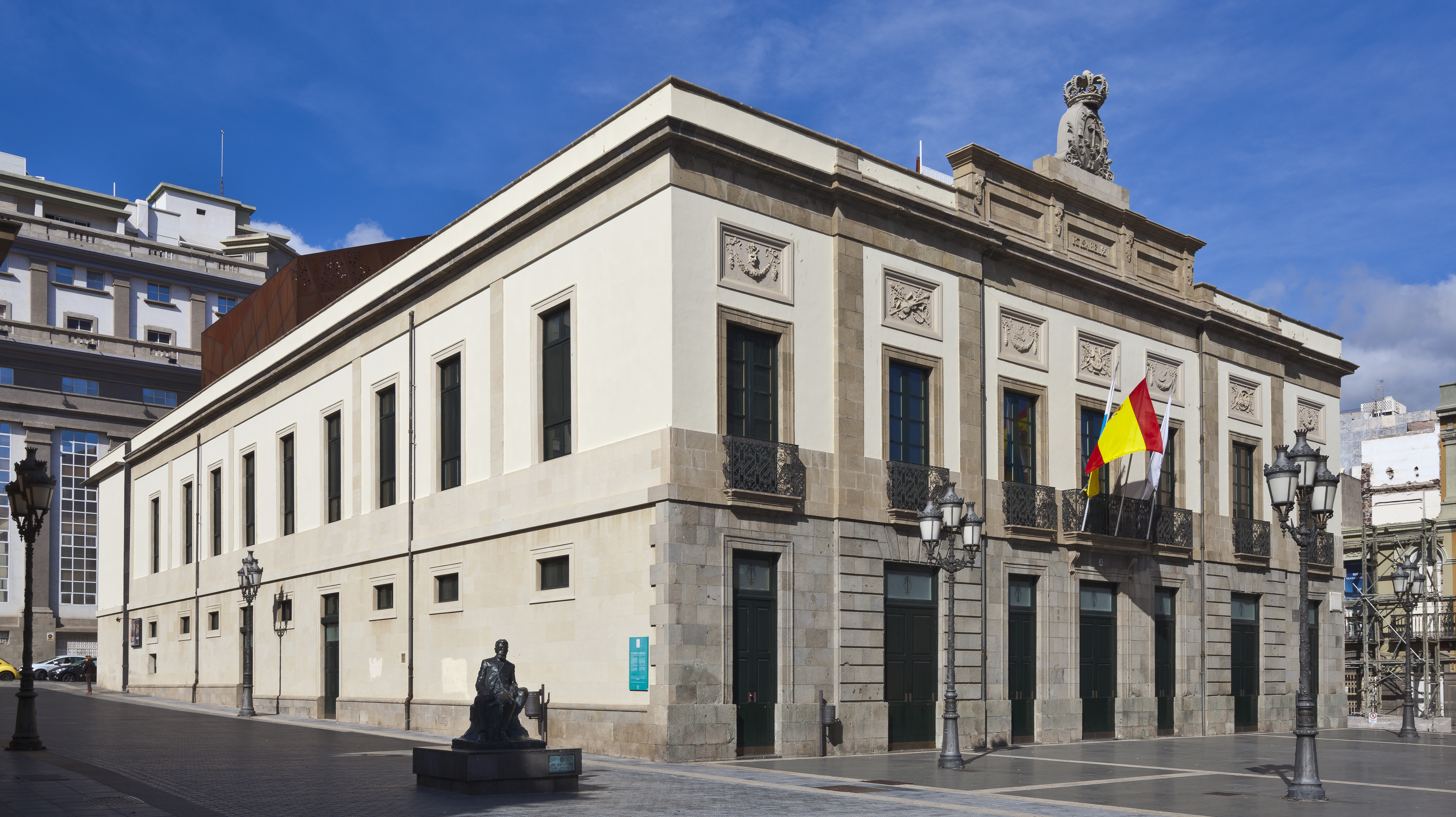
Teatro Guimerà, Santa Cruz de Tenerife.

## Obra poètica
- Lo rei y'l conceller, 1870.
- Indíbil y Mandoni, 1875, obtingué un accèssit als jocs florals. Enric Morera en va compondre un Poema simfònic, concretament del Cant III. Marxa al suplici.
- Cleopatra, 1876.
- L'any mil, 1877.
- Romiatge, 1877.
- Lo darrer plany d'En Clarís, 1877.
- Jocs de miralls, Impremta de Joseph Ortega, Barcelona (1905) («exemplar digitalitzat».).
- Cants a la Patria, 1906.
- Segon llibre de poesies, 1920.
- Poblet.

## Obra dramàtica

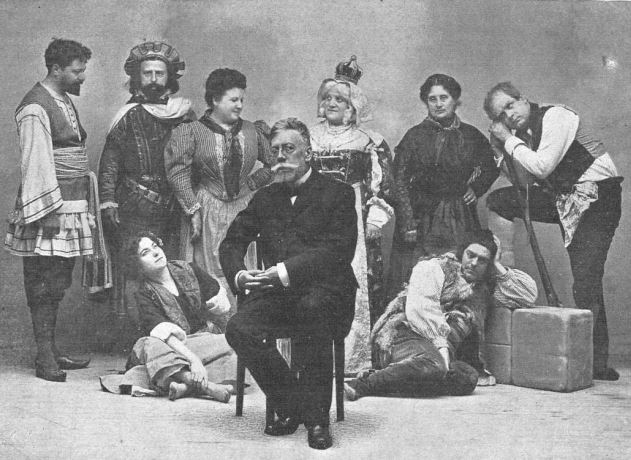
Àngel Guimerà i algunes de les seves creacions

- Gala Placidia. Tragèdia en tres actes, estrenada al Teatre Principal de Barcelona, el 28 d'abril de 1879.
- Judith de Welp. Tragèdia en tres actes i en vers, estrenada a Canet de Mar, el 20 d'octubre de 1883.
- Lo fill del rey. Tragèdia en tres actes i en vers, estrenada al Teatre Novedades de Barcelona, el 24 de març de 1886.
- Mar i cel. Tragèdia en tres actes i en vers, estrenada al Teatre Romea, el 7 de febrer de 1888.
- Rei i monjo. Tragèdia en tres actes i en vers, estrenada al teatre Romea, el 4 de febrer de 1890.
- La boja. Tragèdia en tres actes i en vers, estrenat al Teatre Novedades, el 15 de novembre de 1890.
- La sala d'espera. Comèdia en un acte i en prosa, estrenada al Teatre Novedades, el 2 de desembre 1890.

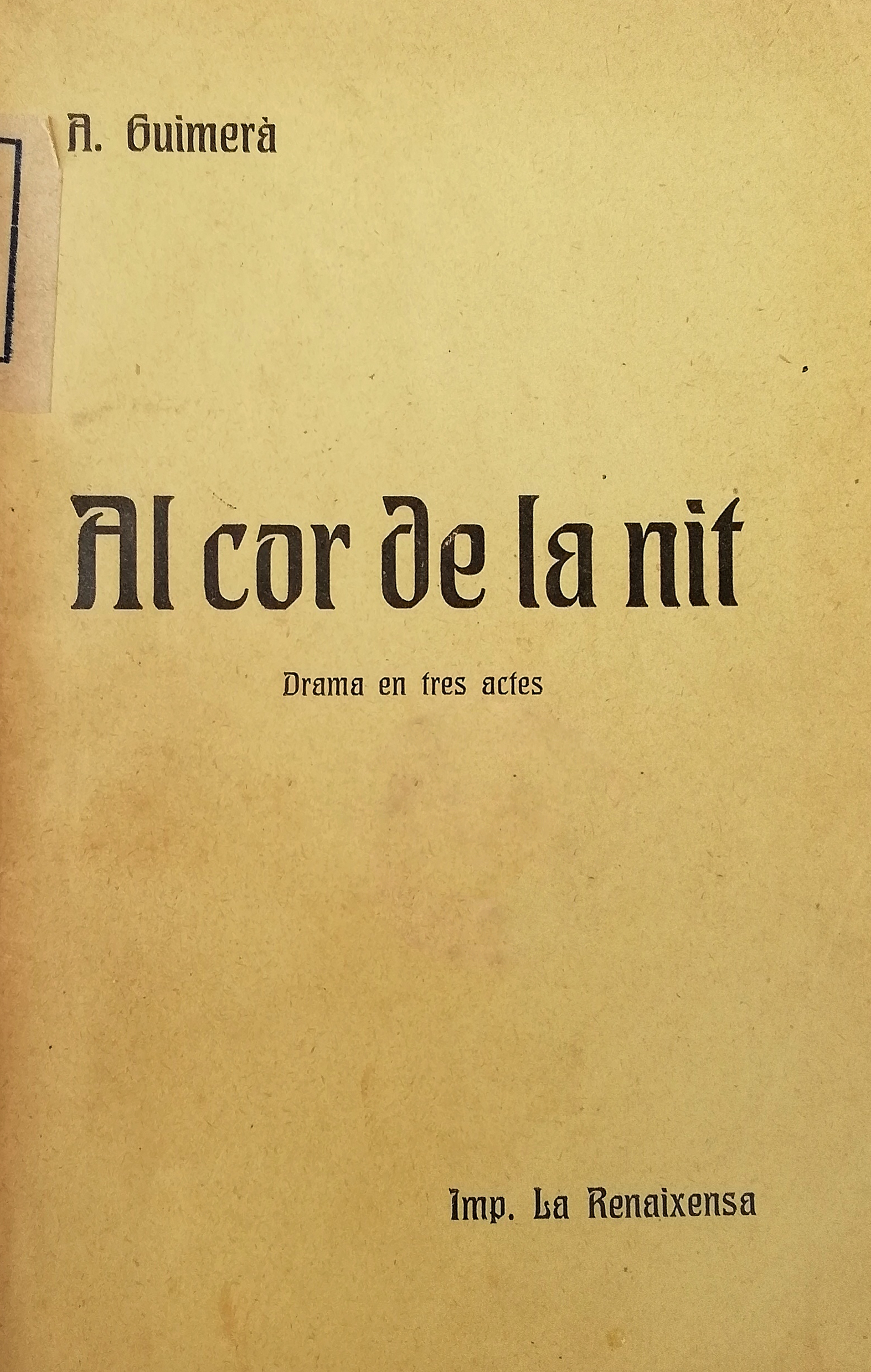
Al cor de la nit d'Àngel Guimerà, drama en tres actes estrenat i publicat l'any 1918 a Barcelona

- Al cor de la nit d'Àngel Guimerà, drama en tres actes estrenat i publicat l'any 1918 a Barcelona L'ánima morta. Tragèdia en tres actes i en vers, estrenada al Teatre Novedades, el 14 de maig de 1892.
- La Baldirona. Comèdia en un acte.
- En Pólvora. Drama en tres actes i en prosa, estrenat al Teatre Novedades, el 20 de maig de 1893.
- Mestre Oleguer. Monòleg estrenat a Reus per l'actor Teodor Bonaplata l'any 1892 i al Teatre Circ Espanyol de Barcelona per Enric Borràs, el 10 de juny de 1893.
- Jesús de Nazaret. Tragèdia en cinc actes i en vers, estrenada al Teatre Novedades, el 21 de febrer de 1894.[11]
- María-Rosa. Drama en tres actes i en prosa, estrenat al Teatre Novedades, el 24 de novembre de 1894.[11]
- Les monges de Sant Aimant. Llegenda dramàtica en quatre actes i en vers, amb música d'Enric Morera, estrenada al Teatre Novedades, el 24 d'abril de 1895.
- Mort d'en Jaume d'Urgell. Monòleg. 1896.
- La festa del blat. Drama en tres actes i en prosa, estrenat al teatre Romea, el 24 d'abril de 1896.[11]
- Terra Baixa. Drama en tres actes i en prosa, estrenat a Madrid (al Teatro Español), el desembre de 1896, en traducció castellana i, en català, a Tortosa el 1897. Després va donar-se a Gràcia i, finalment, al Teatre Romea de Barcelona l'any 1897.
- Mosén Janot. Drama en tres actes i en prosa, estrenat al teatre Romea l'any 1898.
- La farsa. Comèdia en tres actes i en prosa, estrenada al teatre Romea, el 31 de gener de 1899.
- La filla del mar. Drama en tres actes i en prosa, estrenat al teatre Romea, el 6 d'abril de 1900.
- Arran de terra, l'any 1901 s'estrena al Teatre Novedades la versió italiana d'aquesta obra, amb el títol "Scivollando sulla terra". El 1908 serà estrenada en català al Saló Arnau.
- La pecadora. Drama en tres actes i en prosa, estrenat al teatre Romea, l'11 de maig de 1902.
- Aigua que corre. Drama en tres actes i en prosa, estrenat al teatre Romea, el 18 de novembre de 1902.
- Lo camí del sol. Tragèdia en tres actes i en vers, estrenada al teatre Romea, el 8 de febrer de 1904.
- Sol, solet.... Drama en tres actes i en prosa, estrenat al teatre Romea, el 17 d'abril de 1905.
- La miralta. Drama en tres actes. L'any 1905 s'estrena al Teatre Novedades la versió castellana d'aquesta obra. El 20 de març de 1911 s'estrena la versió catalana al teatre Romea.
- Andrónica. Tragèdia en tres actes i en vers, estrenada la versió castellana al teatre Español de Madrid el 6 de desembre de 1905. El 22 d'octubre de 1910, s'estrena en català al teatre Principal.
- L'aranya. Drama en tres actes, 1906; estrenat al teatre Romea de Barcelona, el 16 d'octubre de 1908.
- L'Eloy. Drama en tres actes i en prosa; estrenat al teatre Romea de Barcelona, la vetlla del 27 de març de 1906.
- En Pep Botella. Monòleg interpretat per l'actor Jaume Borràs, estrenat al teatre Romea de Barcelona, el 5 de març de 1906.
- La Santa Espina (rondalla). Rondalla en tres actes i sis quadres. Música d'Enric Morera. Estrenada al Teatre Principal de Barcelona el 19 de gener de 1907.
- La reina vella. Obra dividida en tres quadres, amb música d'Enric Morera, estrenada al teatre Principal de Barcelona, el dia 16 de gener de 1908.
- Titaina. Drama musical en dos quadres, amb música d'Enric Morera, publicat el 1910 i estrenat en italià al Liceu de Barcelona, el 16 de gener de 1912.
- Sainet trist, en tres actes, estrenada al teatre Romea de Barcelona, el 14 d'abril de 1910.
- La reina jove. Drama romàntic en quatre actes, estrenat al teatre Principal de Barcelona, el 15 d'abril de 1911.
- Jesús que torna. Drama en tres actes i en prosa, estrenat al teatre Novetats de Barcelona, l'1 de març de 1917.
- Indíbil i Mandoni. Tragèdia en tres actes i en vers, estrenada al teatre Novetats de Barcelona, el 13 de desembre de 1917.
- Al cor de la nit. Drama en tres actes, estrenat al Teatre Català (Romea), el 19 d'abril de 1918.
- L'ànima és meva. Drama en tres actes, 1919.

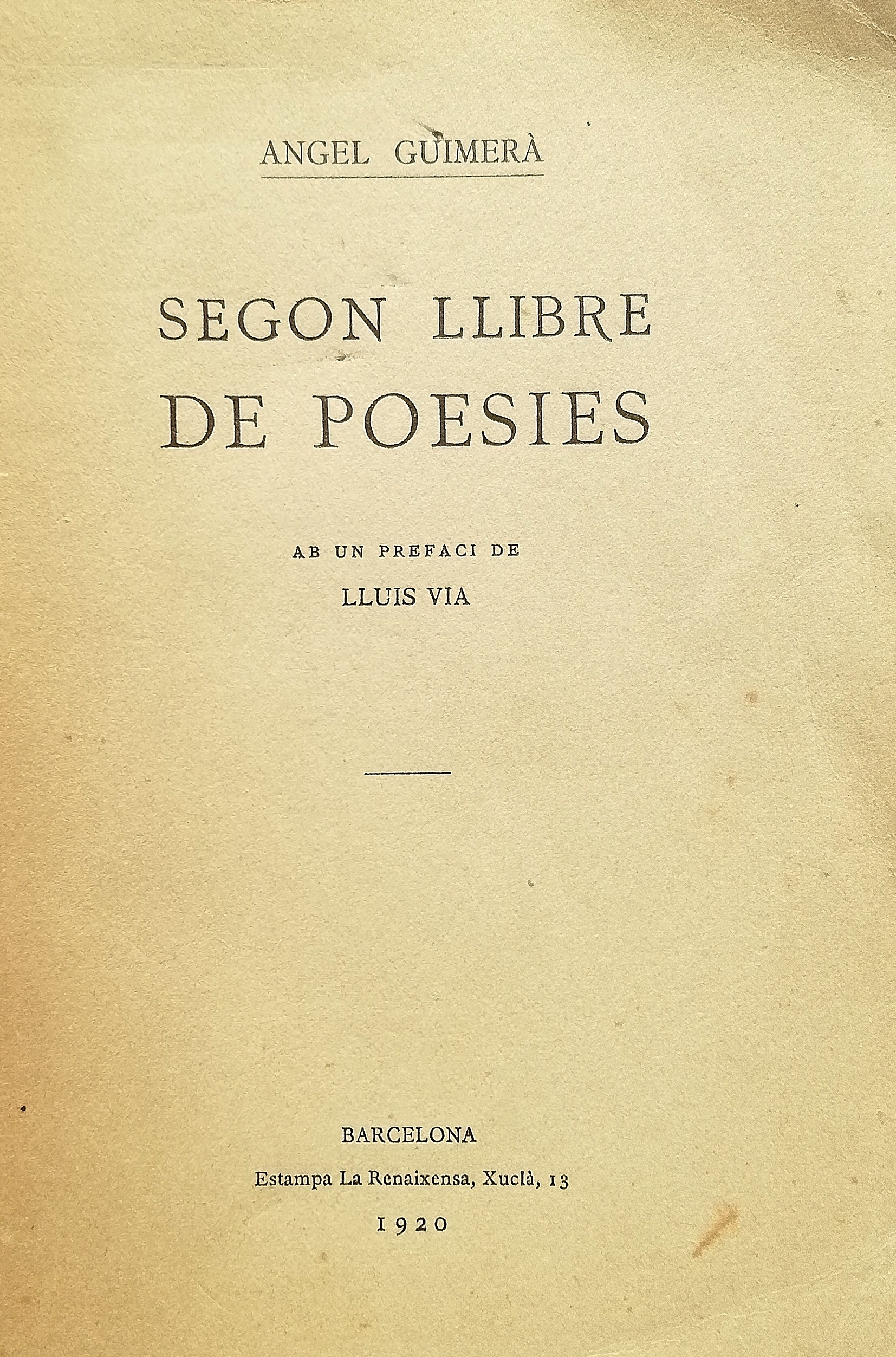
Primera edició de Segon llibre de poesies d'Àngel Guimerà, publicat a Barcelona l'any 1920

- Primera edició de Segon llibre de poesies d'Àngel Guimerà, publicat a Barcelona l'any 1920Alta banca. Drama en tres actes i en prosa, estrenat al teatre Novetats de Barcelona, el 9 de desembre de 1921.
- Joan Dalla. Drama en tres actes i en prosa, 1921.
- Per dret diví, estrenada amb posterioritat a la mort de l'autor.
- Euda d'Uriac, òpera amb música d'Amadeu Vives.

## Obra narrativa
- Rosa de Lima i altres proses. Edició i introducció a cura de Neus Oliveras Samitier. Martorell: Adesiara, 2024. ISBN 978-84-19908-18-6

## Adaptacions en altres mitjans

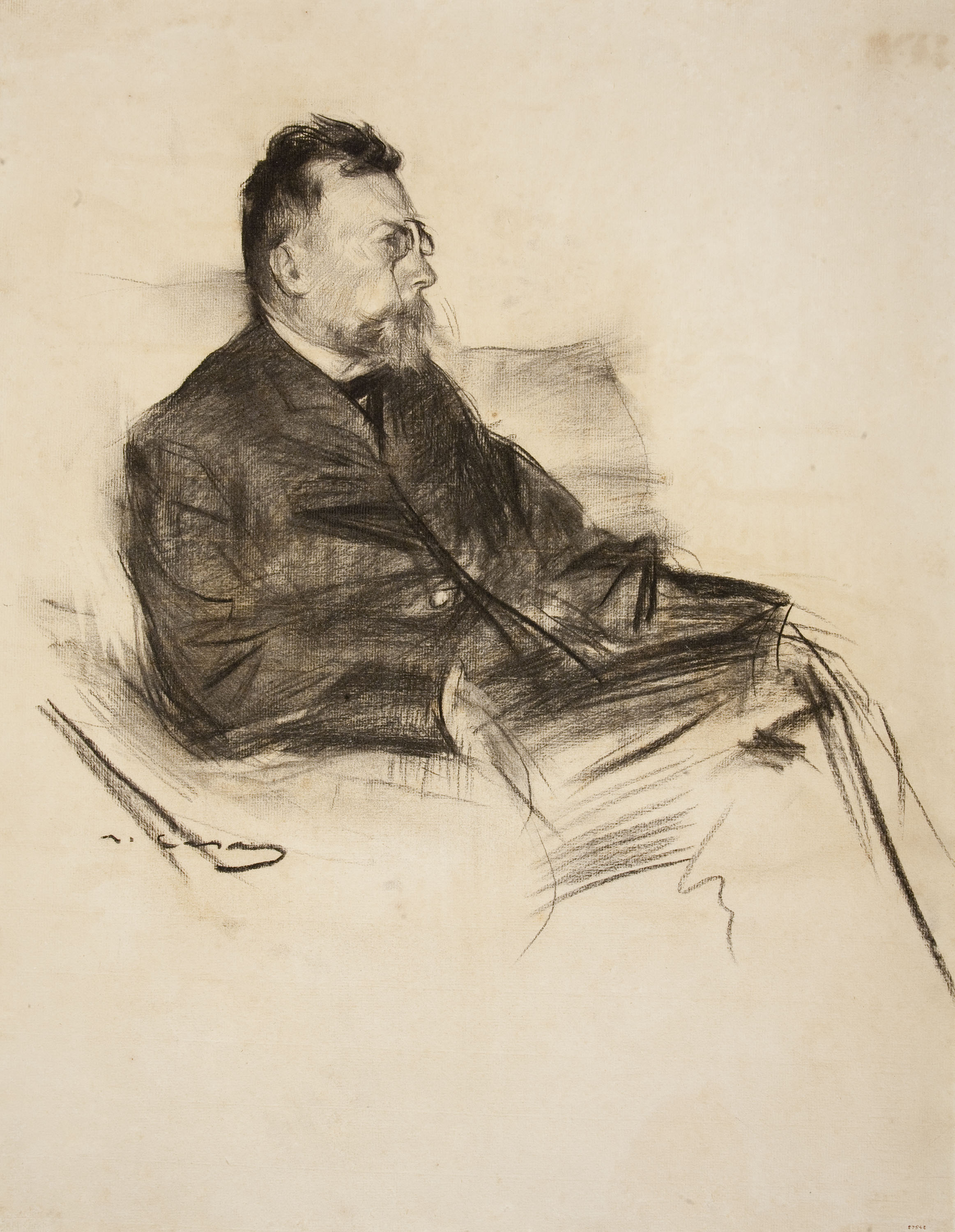
Guimerà vist per Ramon Casas (MNAC).

- Euda d'Uriac (1900), òpera amb música d'Amadeu Vives, a partir de Les monges de Sant Aimant.
- Tiefland (1903), òpera amb música d'Eugen d'Albert, a partir de Terra baixa.
- La catalane (1907), òpera amb música de Ferdinand Le Borne, a partir de Terra baixa.
- La santa espina (1907), sarsuela amb música d'Enric Morera.
- La nereide (1911), òpera amb música d'Ulisse Trovati, a partir de La filla del mar.
- Liebesketten (1912), òpera amb música d'Eugen d'Albert, a partir de La filla del mar.
- Titaina (1912), òpera amb música d'Enric Morera.
- Gal·la Placídia (1913), òpera de Jaume Pahissa i Jo.
- El camí del sol, òpera de Joan Lamote de Grignon.
- Mar i cel (1988), obra musical d'Albert Guinovart, amb dramatúrgia del grup Dagoll Dagom.
- Terra baixa (no estrenada), òpera amb música de Salvador Pueyo.

A més, altres obres en el moment de l'estrena incorporaven música incidental i parts musicals: Jesús de Natzaret (1894), Les monges de Sant Aimant (1895), La Baldirona, La reina vella (1908), i La boja, amb música d'Enric Morera.

## Llegat

### Teatre Municipal Àngel Guimerà
A part del Teatro Guimerà situat a Santa Cruz de Tenerife, al Vendrell hi ha el Teatre Municipal Àngel Guimerà, que és un equipament municipal concebut per fer-hi representacions de tot tipus d'arts escèniques, com teatre, dansa i música. Així mateix, s'hi desenvolupen altres activitats de caràcter cultural i social lligades a entitats de d'aquesta vila.
Des de ja fa uns anys, la regidoria de Cultura aposta per una programació estable de caràcter professional, en què s'hi barregen obres destinades a públics adults amb espectacles de caràcter familiar, amb la finalitat de fer arribar les arts escèniques de primer ordre a tants ciutadans com sigui possible.
El Teatre Municipal Àngel Guimerà va ser inaugurat el setembre de 2009 després d'una llarga remodelació de l'antic teatre de La Lira Vendrellenca, i, actualment, compta amb una capacitat de 407 places, dins d'un recinte modern i
dotat dels avenços tècnics dels espais escènics del segle XXI.

### Casa Museu Àngel Guimerà
Àngel Guimerà visqué a la casa pairal dels Guimerà al Vendrell durant el s. XIX. En aquesta casa, inicià la seva activitat poètica, primer en castellà i, més tard, en català, per triomfar després en el món teatral com a dramaturg. Cal Ximet, la casa pairal dels Guimerà, està situada al centre de la vila del Vendrell. Fou comprada pel besavi del dramaturg, Agustí Guimerà i Vidal, l'any 1778, el qual s'hi establí per dedicar-se al seu
ofici de boter. El pare d'Àngel Guimerà, Agustí Guimerà i Fonts, nasqué en aquesta casa. Marxà a les Canàries per ajudar el seu oncle a portar els negocis, i allí conegué a la seva futura esposa, Margarita Jorge i Castellano.
El 1853 el pare decidí tornar a Catalunya per fer-se càrrec del patrimoni familiar. Guimerà tenia vuit anys. Des de la seva arribada, aquesta casa el va unir per sempre més a la vila del Vendrell.

### Biblioteca de Catalunya
El fons personal i literari d'Àngel Guimerà es conserva a la Biblioteca de Catalunya.

### Homenatges

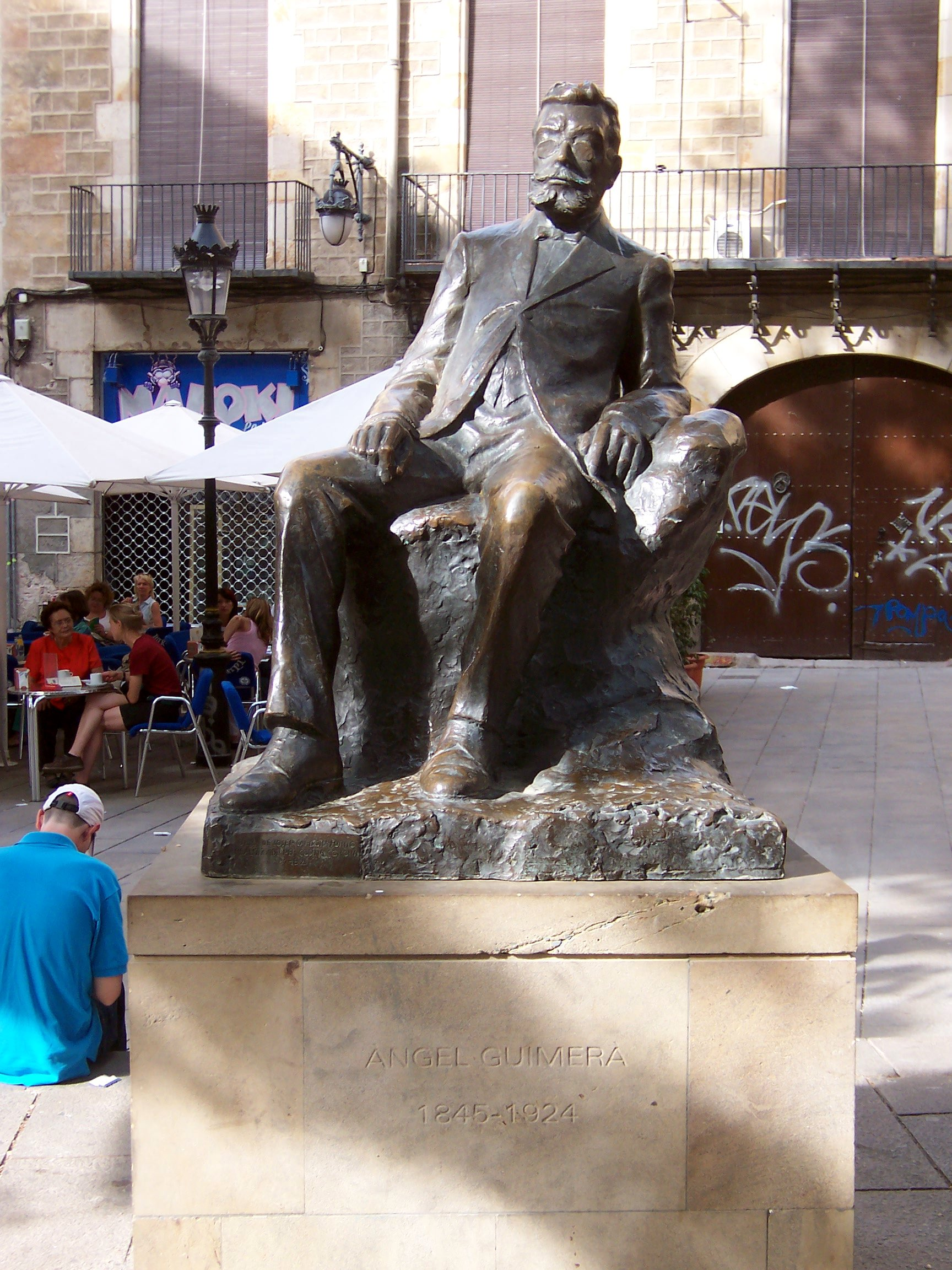
Estàtua a Àngel Guimerà, a la Plaça de Sant Josep Oriol de Barcelona. Bronze del 1982 de Josep Codina Corona sobre model de guix de 1909 de Josep Cardona Furró.

A Santa Cruz de Tenerife se li dedicà un teatre (Teatro Guimerà) que és, a més, el més antic de les Illes Canàries. A la façana del Museu Municipal de Belles Arts de Santa Cruz de Tenerife hi ha un seguit de busts de marbre que representen personatges il·lustres de l'illa de Tenerife, entre els quals hi ha Àngel Guimerà.
A la Plaça de Sant Josep Oriol de Barcelona es troba una estàtua sedent de bronze d'Àngel Guimerà, la qual és una rèplica fidel de la que troba situada davant del citat Teatre Guimerà de Santa Cruz de Tenerife. Aquest teatre es troba a l'Avinguda Àngel Guimerà, anomenada així perquè és el carrer on nasqué el dramaturg. I al seu torn, una altra estàtua similar al municipi del Vendrell a la província de Tarragona. Aquestes tres estàtues, les fou l'escultor Josep M. Codina i Corona a partir d'un motlle realitzat per Josep Cardona i Furró.
Un dels principals carrers, que és, de fet, una artèria de la ciutat de València, està dedicat a Àngel Guimerà.
A Montjuic hi ha una escultura de Manelic -protagonista de Terra Baixa-. L'escultor Montserrat la realitzà el 1909 amb motiu de l'Homenatge a Guimerà.

### Any Guimerà
El 2024 se celebra l’Any Àngel Guimerà, impulsat pel Departament de Cultura a través de la Institució de les Lletres Catalanes (ILC) per commemorar el centenari de la mort de l’escriptor. El comissari de la commemoració és Ramon Bacardit.
Els objectius de l’Any Guimerà giren al voltant de tres eixos: l’obra del dramaturg, la seva significació com a poeta i el paper determinant de Guimerà com a verbalitzador del catalanisme i activista a favor dels drets humans. En aquest sentit, aquesta commemoració vol eixamplar el coneixement de la seva obra dramàtica més enllà dels títols més habituals, plantejar el debat sobre la validesa de la seva obra poètica i, finalment, revisar la seva posició respecte del catalanisme i la significació d’actes com el discurs en català com a president de l’Ateneu Barcelonès el 1895.